# Patryk Rombel
Patryk Rombel er en polsk håndboldtræner, som er træner for Polens herrehåndboldlandshold siden 2019.